# Hoist
Hoist è il quinto album ufficiale in studio del gruppo americano Phish. I brani furono registrati durante l'autunno del 1993 all'American Recording Co. di Woodland Hills dal fonico Ed Thacker. Il disco uscì sul mercato alla fine di marzo dell'anno successivo. Col suo approccio jazz, blues, soul e bluegrass, il disco rappresenta certamente un punto di svolta nella produzione musicale dei Phish.
Demand, pezzo conclusivo del disco, viene fuso con un estratto strumentale dal brano Split Open and Melt (originariamente contenuto in Lawn Boy) registrato durante un concerto dei Phish del 21 aprile 1993 e con il brano popolare israeliano Yerushalayim shel zahav.
Il 26 giugno 1994, la band eseguì l'album per intero (con la sola eccezione di Riker's Mailbox) e con una precisione al secondo, durante un concerto a South Charleston. L'idea piacque molto al pubblico e i Phish pensarono di replicarla, eseguendo anche dischi altrui. I Volumi 13, 14, 15 e 16 della serie Live Phish documentano questo tipo di esperienza.
Il bassista Mike Gordon diresse il videoclip del brano Down with Disease, nel quale i membri dei Phish si immergono in un comune acquario domestico. Questo è l'unico video musicale realizzato dai Phish nei 30 anni della loro carriera. Lo stesso Gordon ha diretto anche Tracking, un breve documentario sulla realizzazione dell'album, registrato in presa diretta con una videocamera amatoriale. Della durata di 25 minuti, il documentario fu prodotto dalla Cactus Films e uscì solo sul mercato americano nel 1994.
Il 19 agosto 1996 Hoist divenne disco d'oro (dati RIAA).

## Tracce
1. Julius (Anastasio, Marshall) - 4:42
2. Down with Disease (Anastasio, Marshall) - 4:07
3. If I Could (Anastasio) - 4:09
4. Riker's Mailbox (Anastasio, Fishman, Gordon, McConnell) - 0:26
5. Axilla, Pt. 2 (Anastasio, Marshall) - 4:28
6. Lifeboy (Anastasio, Marshall) - 6:54
7. Sample in a Jar (Anastasio, Marshall) - 4:41
8. Wolfman's Brother (Anastasio, Fishman, Gordon, Marshall, McConnell) - 4:28
9. Scent of a Mule (Gordon) - 4:02
10. Dog Faced Boy (Anastasio, Fishman, Marshall, McConnell) - 2:11
11. Demand (Anastasio, Marshall) - 10:42

## Formazione
- Trey Anastasio - chitarra, voce
- Page McConnell - tastiere, voce
- Mike Gordon - basso, voce
- Jon Fishman - batteria, voce

Ospiti
- Morgan Fichter - violino in Lifeboy
- Alison Krauss - voce in If I Could
- Rickey Grundy Chorale - cori in Julius
- Rose Stone & Jean McClain - cori in Julius e Down With Disease
- La sezione fiati dei Tower of Power - fiati in Julius e Wolfman's Brother
- Jonathan Frakes - trombone in Riker's Mailbox
- Béla Fleck - banjo in Riker's Mailbox, Lifeboy e Scent of a Mule
- The Richard Greene Fourteen - archi in If I Could

## Curiosità
- I membri del gruppo valutarono svariati titoli per l'album prima di accordarsi sul definitivo Hoist. Una delle alternative più accreditate era Hung Like a Horse: un gioco di parole che significa letteralmente "appeso come un cavallo", ma che in linguaggio gergale è un riferimento alla potenza sessuale[6]. Nonostante questo titolo venisse scartato, i Phish decisero di mantenere il riferimento nell'immagine di copertina che ritrae, per l'appunto, un cavallo appeso.
- In Hoist compaiono moltissimi musicisti ospiti (cosa assai inusuale per i Phish): tra questi l'attore (e trombonista dilettante) Jonathan Frakes, noto soprattutto per il ruolo del comandante Riker. Riker's Mailbox è un breve interludio più che un vero e proprio brano: il titolo fu deciso dallo stesso Frakes per omaggiare il personaggio da lui interpretato nella serie televisiva Star Trek: The Next Generation e la propria cassetta delle lettere decorata a mano, della quale l'attore andava evidentemente molto fiero.[7]